# Antonín Gareis ml.
Antonín (Anton) Gareis ml., také Antonín Garaeis (20. listopadu 1837 Praha-Nové Město – 13. srpna 1922 Praha-Královské Vinohrady) byl český grafik, malíř, kreslíř a ilustrátor, syn Antonína Jana Gareise.

## Život
Pocházel z rodiny malíře a litografa Antonína Jana Gareise, u něhož se vyučil základům kresby a malby. V letech 1854–1865 studoval v ateliéru historické malby na pražské Akademii u Eduarda von Engertha. Ovlivnilo ho dílo Ferdinanda Georga Waldmüllera, se kterým se seznámil při pobytu ve Vídni roku 1857. Obrazy, které v 60. letech vystavoval v Praze, přijímala kladně kritika i publikum.
Roku 1764 cestoval do Uher, Vídně a Drážďan, občas navštěvoval Moravu. Antonín Gareis ml. obdobně jako jeho otec přispíval do časopisů Květy, Česká včela, Český svět a hlavně do Zlaté Prahy a do Světozoru. Aktivně pracoval do roku 1880, kdy oslepl.
Byl dvakrát ženat, z druhého manželství s Annou, dcerou hostinského Josefa Dudy ze Zákolan, měl syna Jiřího (*1892), profesí mechanika.

## Dílo
malba
Na svých cestách vytvořil řadu studií krojových a národních typů a věnoval se rovněž portrétu. Obrazy rodinného štěstí, domácí idyly a poklidné atmosféry svátečních chvil měly svůj předobraz v holandské žánrové malbě 17. století, kterou mohl studovat například v Drážďanech nebo žánrových obrazech vídeňských malířů. Charakterizuje je pečlivá drobnopisná hladká malba. Uměl citlivě pracovat se světlem, pomocí kterého dotvářel atmosféru, nebo zdůrazňoval charakter zobrazovaného. Dobová kritika zejména oceňovala přesné vystižení charakterových typů jednotlivých postav zasazených do městského nebo venkovského prostředí (Posvícení, 1863, NG v Praze). Žánrové náměty z měšťanského života bývají někdy úsměvné (Hráči karet, Zvědavá služka u klíčové dítky), jimi upomíná na Karla Spitzwega a na malbu svého otce.
kresba a grafika
Kresbami zachytil výpravu Hugo Ullika pro premiéru Smetanovy opery tajemství v Národním divadle z roku 1878.
Desítky ilustrací vytvořil do časopisů Česká včela, Český svět, Ilustrovaný svět, Květy, Světozor a od roku 1864 především Zlatá Praha. Ilustroval také knihy, především satirické žánry podle vlastních i cizích předloh. V 80. letech oslepl, a tak předčasně ukončil kariéru.
Od roku 1864 byl členem Umělecké besedy.

### Zastoupení ve sbírkách
- Galerie hlavního města Prahy: Karbaníci /Hráči karet, olejomalba na plátně, 1864[11]
- Moravská galerie v Brně: Zvědavost [12]
- Národní galerie v Praze: Posvícení; ilustrace[13]

## Galerie

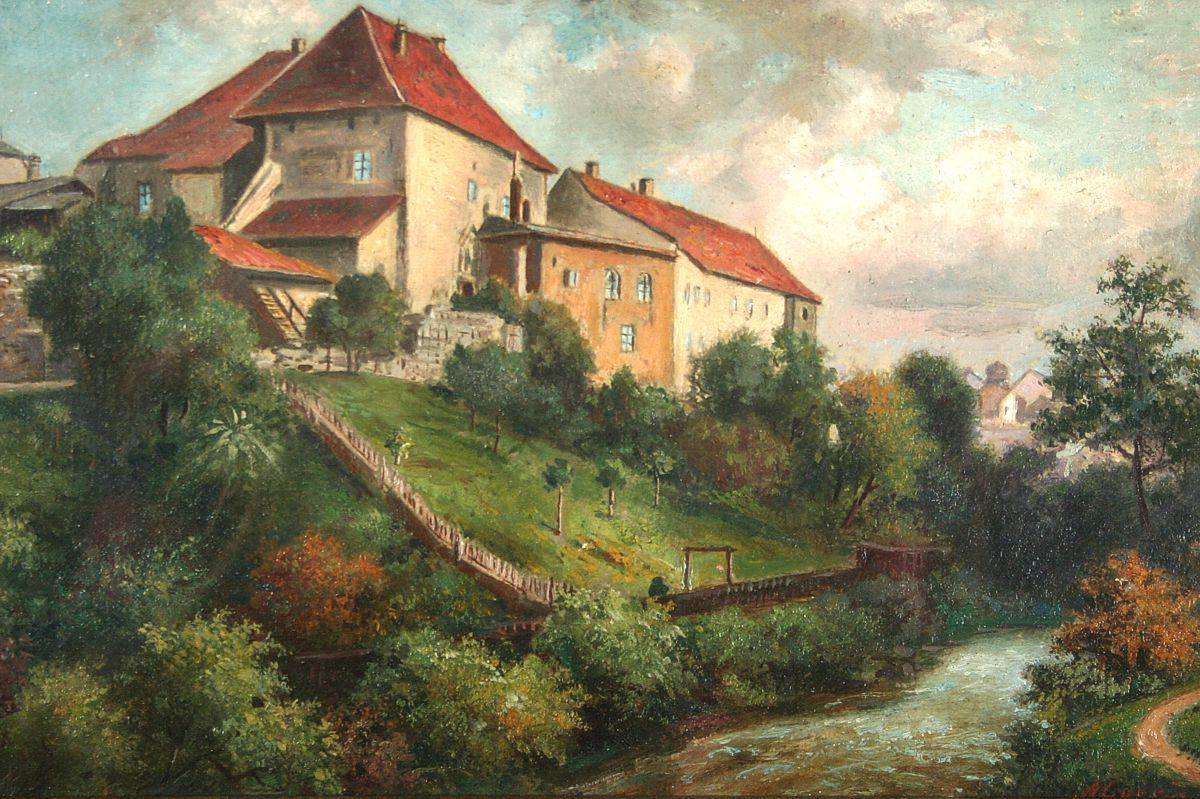
Zámek polská Ostrava
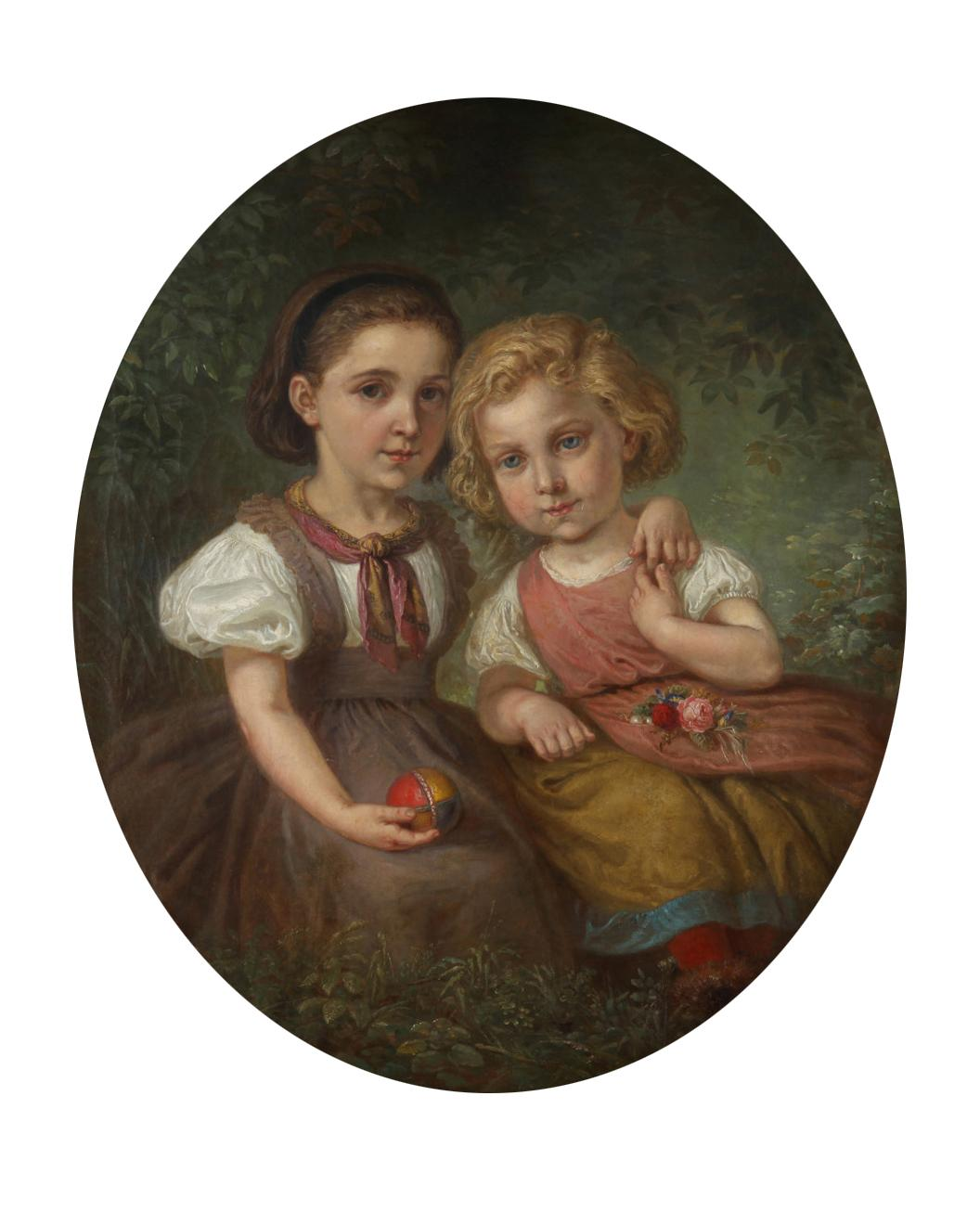
Portrét dvou dívek (1866)
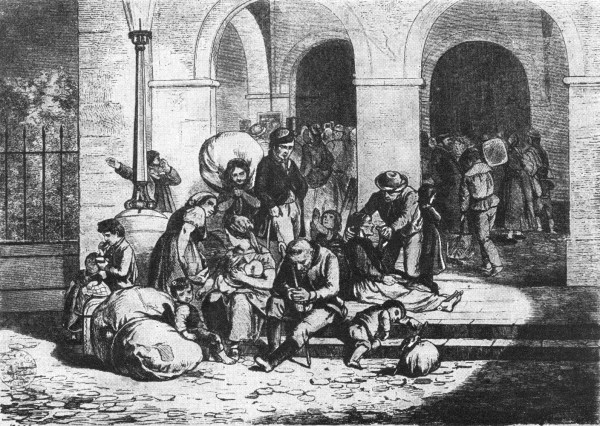
Vystěhovalci do Ameriky (1867)